# دربند سفلی
دربند سفلی، روستایی از توابع بخش مرزداران شهرستان سرخس در استان خراسان رضوی ایران است.

## جمعیت
این روستا در دهستان مرزداران قرار دارد و براساس سرشماری مرکز آمار ایران در سال ۱۳۸۵، جمعیت آن ۵۸ نفر (۱۸خانوار) بوده‌است.